# ナノネットワーク
ナノネットワーク（英語: nanonetwork）またはナノスケールネットワーク（英語: nanoscale network）とは、計算・データ記憶・センサー・動作などの単純なタスクのみを実行することができるナノマシン（数百ナノメートルから数マイクロメートルの大さきの装置）を相互接続したセットである。ナノネットワークは、複雑さと操作範囲の両面で、情報の調整・共有・融合を可能にすることによって、単一のナノマシンの能力を拡大することが期待されている。ナノネットワークは、医療研究分野・環境研究・軍事技術、および産業や消費財への適用におけるナノテクノロジーの新しい応用を可能にする。ナノスケール通信は、IEEE P1906.1で定義されている。

## 通信の方法
古典的な通信の方法は、ナノスケールにおいてはそのまま適用することはできない。ナノスケールでの通信は、電磁気通信または分子通信のいずれかに基づいたものである。

### 電磁気通信
ナノスケールの電磁気通信は、新しいナノマテリアルで作られた部品からの電磁放射の送受信として定義される。炭素素材と分子エレクトロニクスの技術の進歩は、ナノバッテリー・ナノスケール環境発電システム・ナノメモリ・ナノスケール論理回路・ナノアンテナなどのナノスケール電子部品の新世代の扉を開いた。通信の観点から、ナノマテリアルに見られる固有の特性により、電磁放射の帯域幅、放射のタイムラグ、与えられた入力エネルギーに対する放射電力の大きさが決定される。
当面は、ナノスケールの電磁気通信のための主要な2つの代替案が想定されている。1つはナノラジオで、電気機械的に共振するカーボンナノチューブによって、振幅変調・周波数変調波の電磁波を受信し復調することが可能であることが、実験的に実証されている。もう1つはグラフェンによるナノアンテナで、テラヘルツ帯の電磁放射体として分析されている。

### 分子通信
分子通信は、分子による情報の伝達と受容と定義される。分子通信の技術は、分子伝播のタイプによって、歩道ベース・フローベース・拡散ベースに分類することができる。
歩道ベース(walkway-based)の分子通信では、分子モーターなどの搬送物質を使用して、あらかじめ決められた経路を通って分子が伝播する。このタイプの分子通信には、走化性のある大腸菌を使用することもできる。
フローベース(flow-based)の分子通信では、流れと乱流が誘導され予測可能である流体媒体中の拡散によって分子が伝搬する。人体内部の血流を介したホルモン通信は、この種の伝播の一例である。 フローベースの伝播は、ランダム性を持っていたとしても、平均的にはに特定の経路に沿った動きをする搬送物質を使用することによっても実現することができる。フェロモンによる長距離の分子通信は、この事例の良い例である。
拡散ベース(diffusion-based)の分子通信では、分子は流体媒体中の自発的拡散を介して伝搬する。この場合、分子は、拡散の法則のみに従い、流体媒体中に存在する予測不可能な乱流の影響を受けることもある。フェロモン通信は、フェロモンが空気や水などの流体媒体に放出される場合は、拡散ベースの分子通信となる。この種の輸送の他の例には、細胞間のカルシウムシグナリング、細菌間のクオラムセンシングがある。
理想的な（自由な）拡散の巨視的な理論に基づいて、ユニキャスト分子通信チャネルのインパルス応答は、理想的な拡散ベースの分子通信チャネルのインパルス応答が時間的な広がりを持つと論文に報告されている。このような時間的な広がりは、システムの性能に深刻な影響を与える。受信ナノマシーンにおいて符号間干渉(ISI)を生成する際に重要である。濃度符号化された分子信号を検出するために、サンプリングベース検出(SD)とエネルギーベース検出(ED)の2つの検出方法が提案されている。SDアプローチは、シンボル持続時間中の適切な時点で採取された1つのサンプルのみの濃度振幅に基づき、EDアプローチは、シンボル期間全体にわたって受信された分子の総累積数に基づく。ISIの影響を低減するために、制御されたパルス幅に基づく分子通信方式が分析されている。提示された研究では、理想的な拡散に基づいて多値振幅変調を実現することが可能であることが示されている。パルスベースおよび正弦波ベースのバイナリの濃度エンコード分子通信システムの包括的な研究も行われている。